# Willa „Wanda” w Piotrkowie Trybunalskim
Willa „Wanda” – zabytkowa secesyjna willa z 1904, położona w Piotrkowie Trybunalskim przy ul. Dąbrowskiego 14.
Budynek w stylu secesyjnym według projektu Feliksa Nowickiego powstał w 1904/1905. W czasie I wojny światowej w obiekcie mieściło się Centralne Biuro Werbunkowe Legionów Polskich. W latach 20. XX w. budynek został kupiony przez Stowarzyszenie Robotnicze, które urządziło w nim „Dom Ludowy”. Jednak z powodu zadłużenia w 1935 budynek został wystawiony na licytację i zakupiony przez Fundusz Obrony Narodowej. W latach 1939–1945 w obiekcie mieściło się Gestapo. Po II wojnie światowej budynek użytkowało wojsko – w latach 60. mieścił się w nim Powiatowy Sztab Wojskowy, od 1975 Wojewódzki Sztab Wojskowy, zaś do 2010 Wojskowa Komenda Uzupełnień.
W 2009 roku przy Zarządzie Okręgu Światowego Związku Żołnierzy Armii Krajowej w Piotrkowie Trybunalskim powstał Społeczny Komitet Utworzenia Muzeum Legionów Polskich, który podjął starania o utworzenie w budynku Muzeum Legionów Polskich lub filii Muzeum Wojska Polskiego. W 2012 roku zaproponowano przeniesienie do budynku Centralnego Archiwum Związku Strzeleckiego „Strzelec”. Projekty nigdy nie zostały zrealizowane. 
W 2014 po sprzedaży rozpoczęły się prace remontowe mające zaadaptować budynek do celów mieszkaniowych.
Część wejściowa willi, znajdująca się po lewej stronie budynku, wysunięta jest przed lico elewacji. Na szczycie tej części znajduje się rzeźba przedstawiająca kobietę. Na lewo od wejścia umieszczony jest balkon z ozdobną balustradą, a pod nim wnęka. Nietypowe otwory okienne i drzwiowe budynku zaokrąglone są w górnej części. Okna w prawej części budynku zaokrąglone są również po bokach. Na pilastrach dzielących okna znajdują się kolumienki w stylu korynckim. Pod krawędzią dachu widoczne jest deskowanie stanowiące dekorację. Obok willi znajduje się też należąca do niej oficyna.
Budynek wpisany jest do rejestru zabytków pod numerem 343 z 28.08.1984. Znajduje się też w gminnej ewidencji zabytków miasta Piotrkowa Trybunalskiego. Willa jest jednym z najciekawszych architektonicznie domów w Piotrkowie i jednym z nielicznych przykładów architektury secesyjnej w mieście.

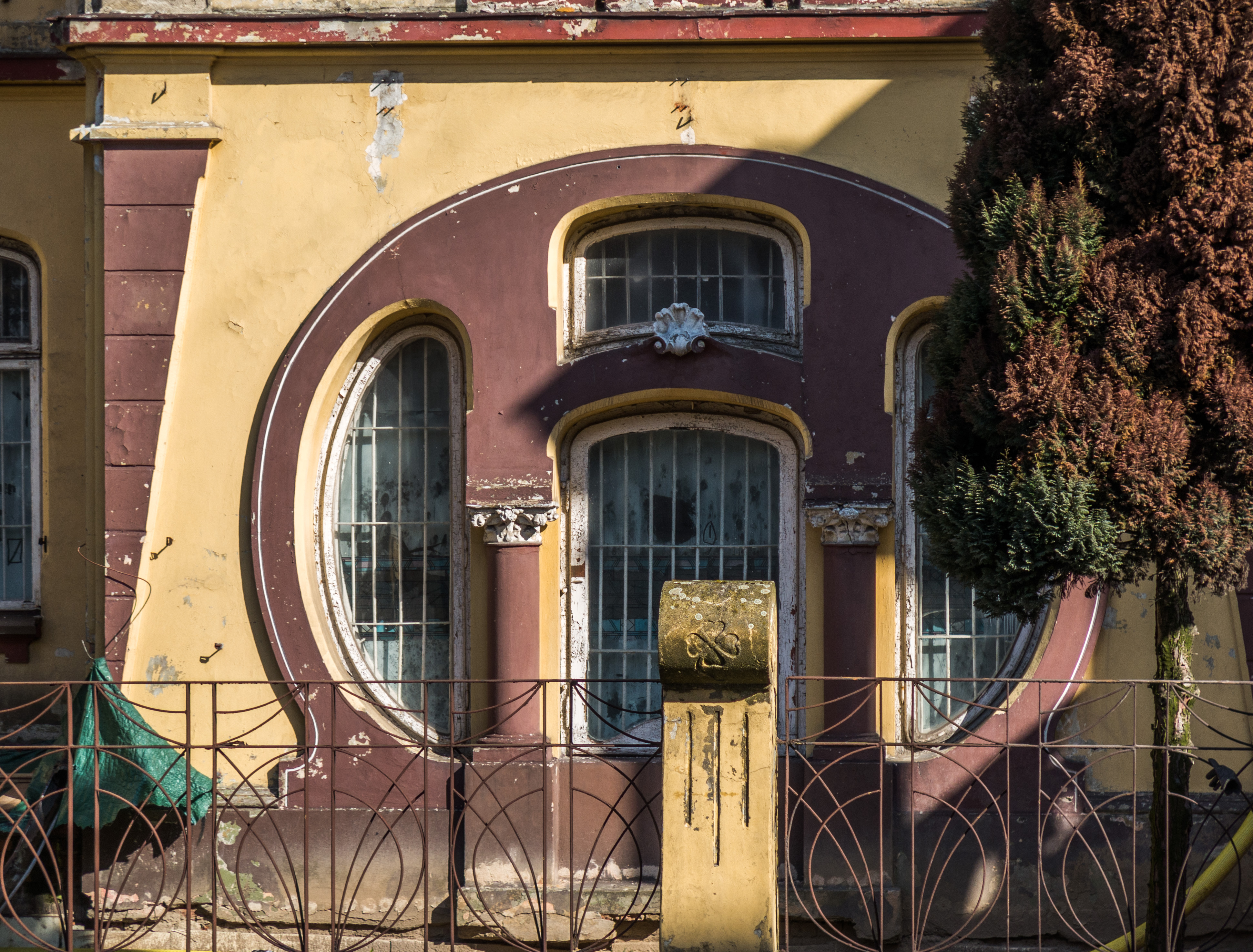
Okna w prawej części elewacji frontowej (2016)
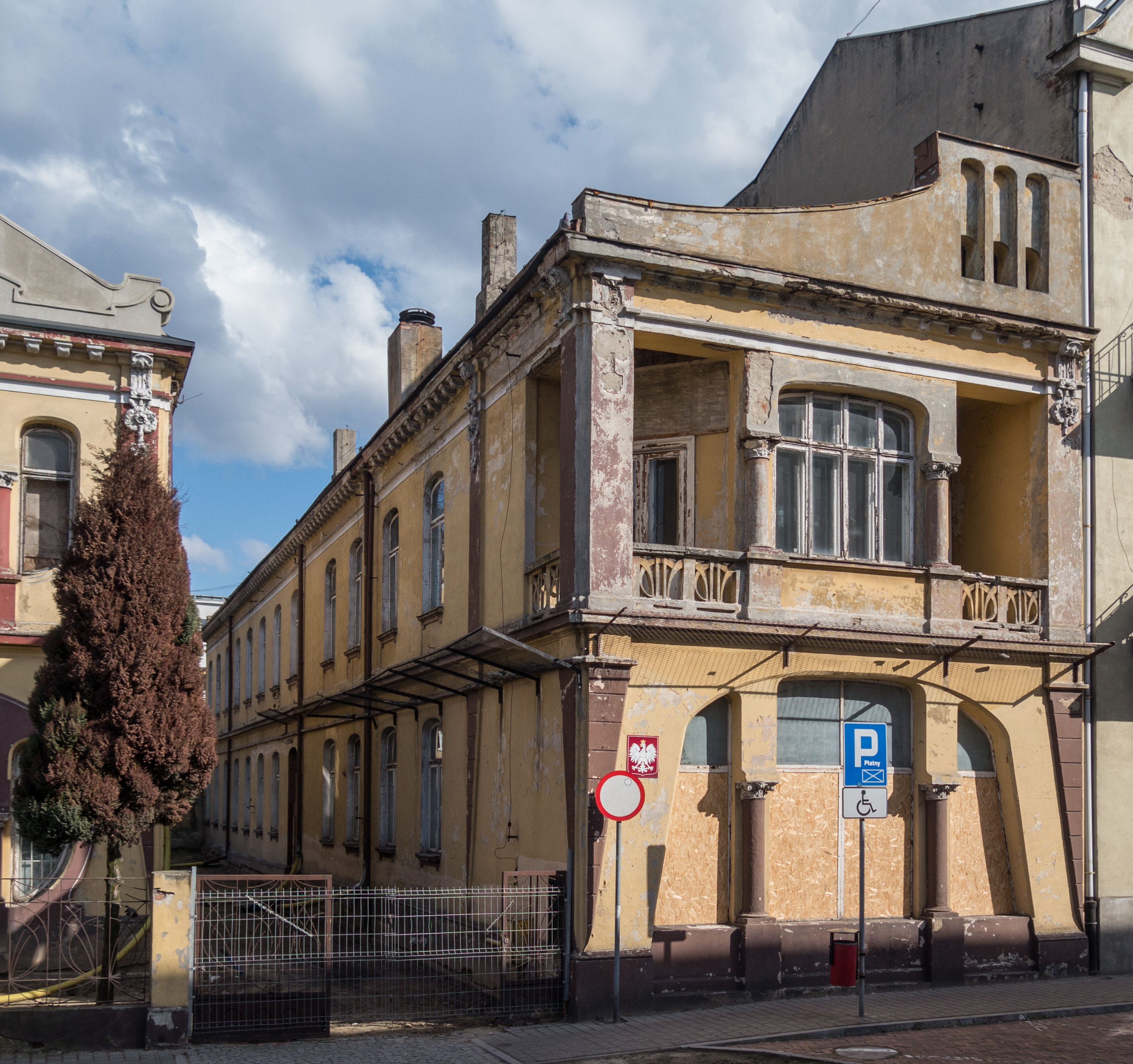
Oficyna po prawej stronie willi (2016)